# Ready to Die (album The Stooges)
Ready to Die – album The Stooges wydany 30 kwietnia 2013 przez Fat Possum Records. To pierwsza płyta nagrana po zmianie składu w 2009 roku, kiedy zmarłego Rona Ashetona zastąpił gitarzysta zespołu z lat 1971–1974, James Williamson, z którym 40 lat temu zespół nagrał płytę Raw Power. Ostatni utwór na płycie został poświęcony pamięci wspomnianego Rona Ashetona.

## Lista utworów
1. „Burn”
2. „Sex & Money”
3. „Job”
4. „Gun”
5. „Unfriendly World”
6. „Ready to Die”
7. „DD’s”
8. „Dirty Deal”
9. „Beat That Guy”
10. „The Departed”

Muzyka i teksty: (1–9) Iggy Pop i James Williamson; (10) Iggy Pop, James Williamson, Scott Asheton.

## Skład
- Iggy Pop – głos
- James Williamson – gitary
- Scott Asheton – perkusja
- Mike Watt – gitara basowa
- Steve Mackay – saksofon
- Tobby Dammit – perkusja